# خیابان کاپلان

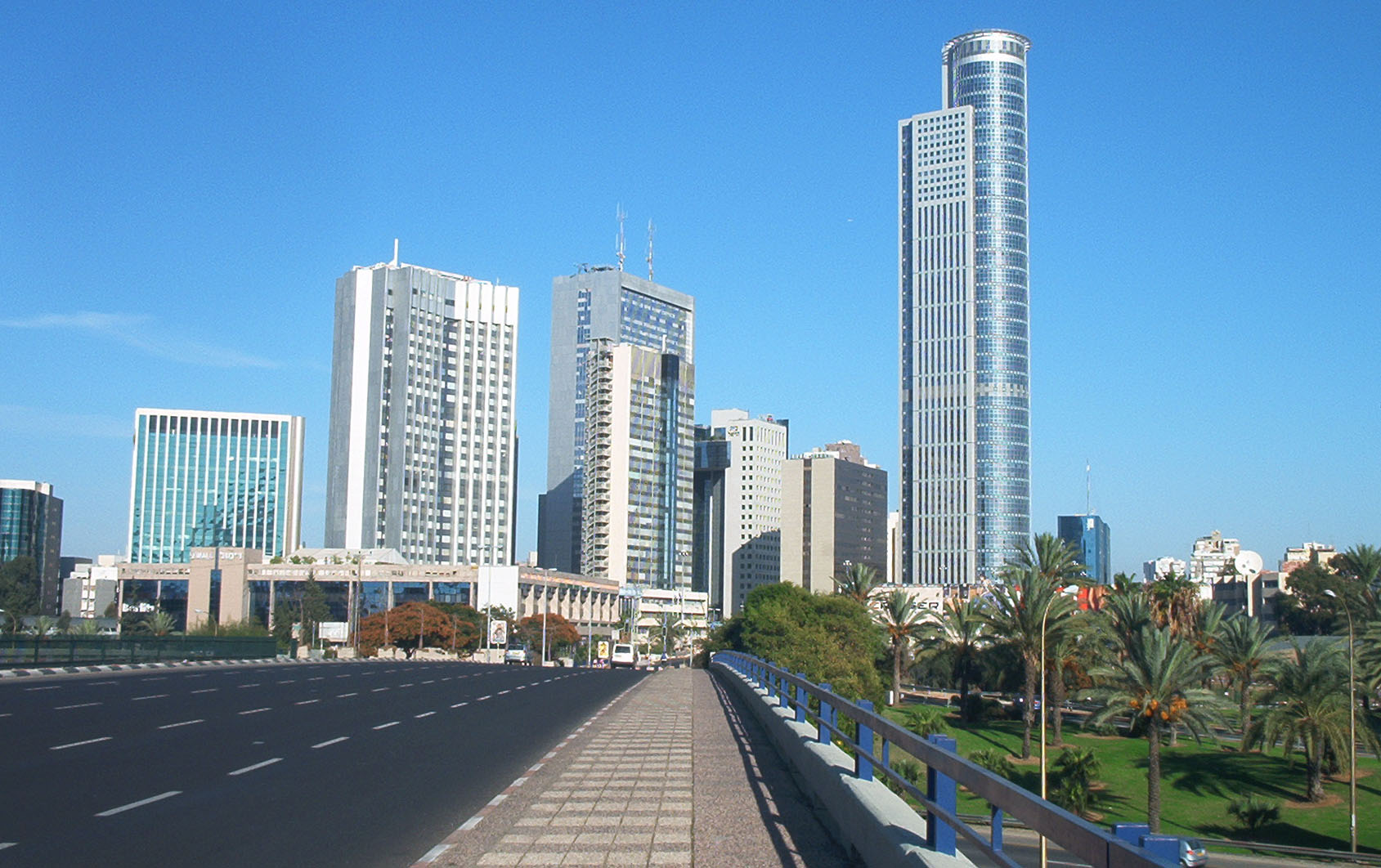
نمایی از خیابان کاپلان.

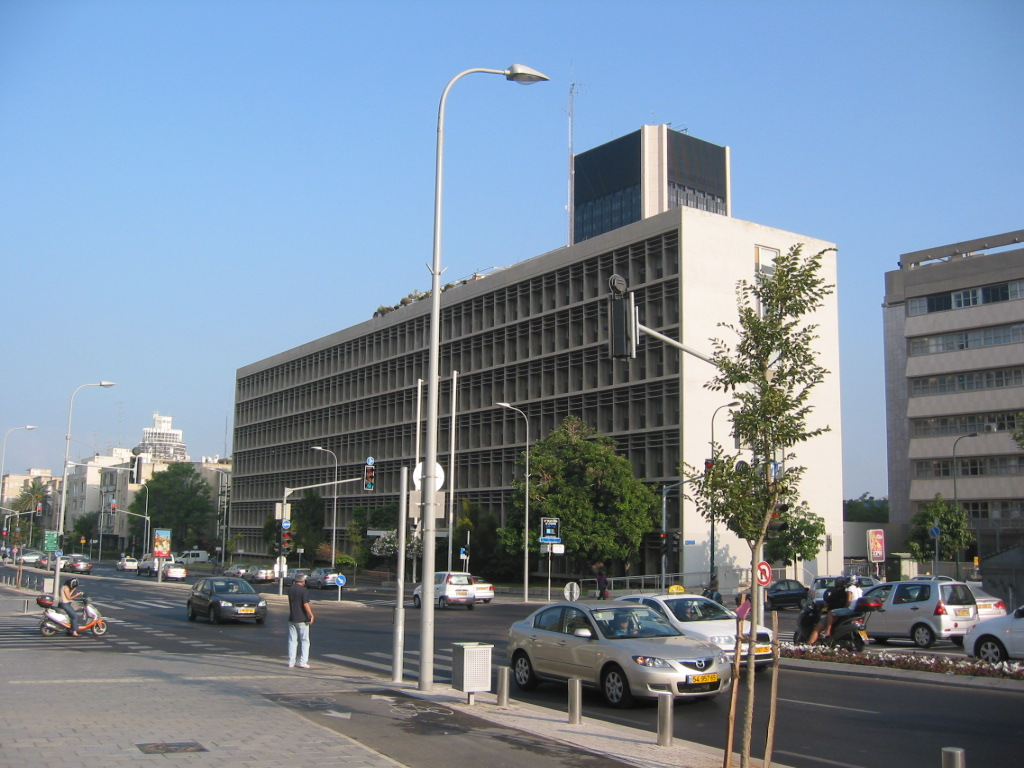
خیابان کاپلان.

خیابان کاپلان (به عبری: רחוב קפלן) از خیابان‌های مرکزی کلان‌شهر تل‌آویو است. این خیابان در محور شرق-غرب تل‌آویو امتداد دارد. خیابان کاپلان، خیابان ابن گبیرول را به بزرگراه آیالون متصل می‌کند.

## تاریخچه
این خیابان به افتخار الیعزر کاپلان، سیاست‌مدار اسرائیلی و از امضاکنندگان منشور استقلال اسرائیل نام‌گذاری شده‌است.

## نگارخانه

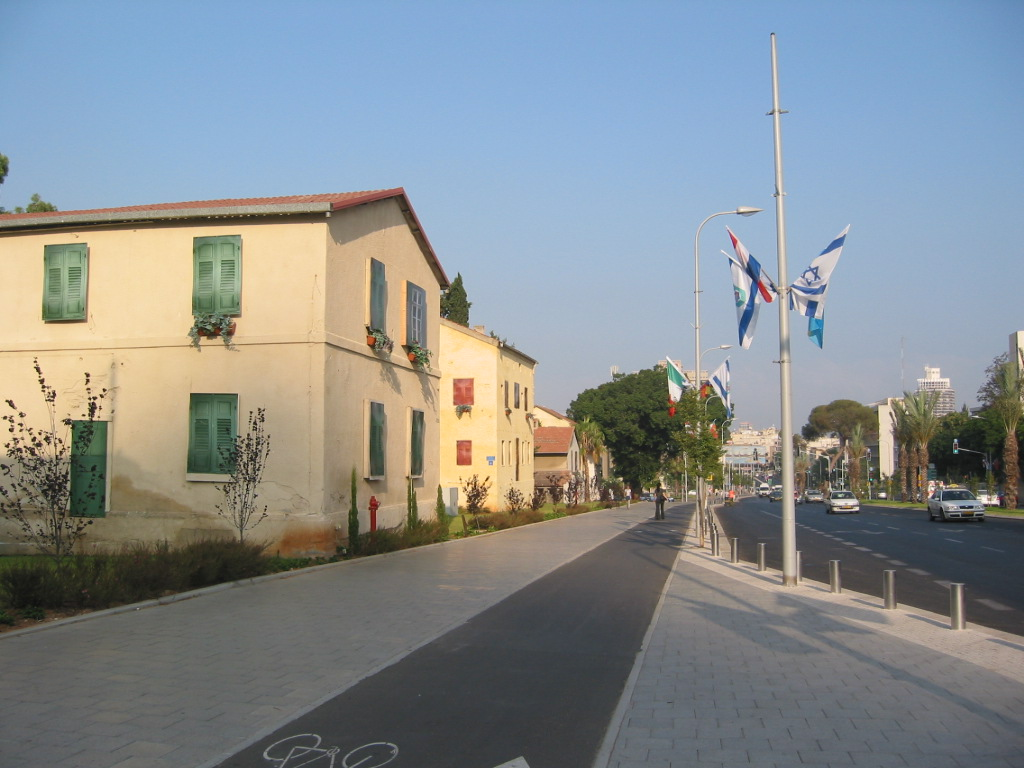
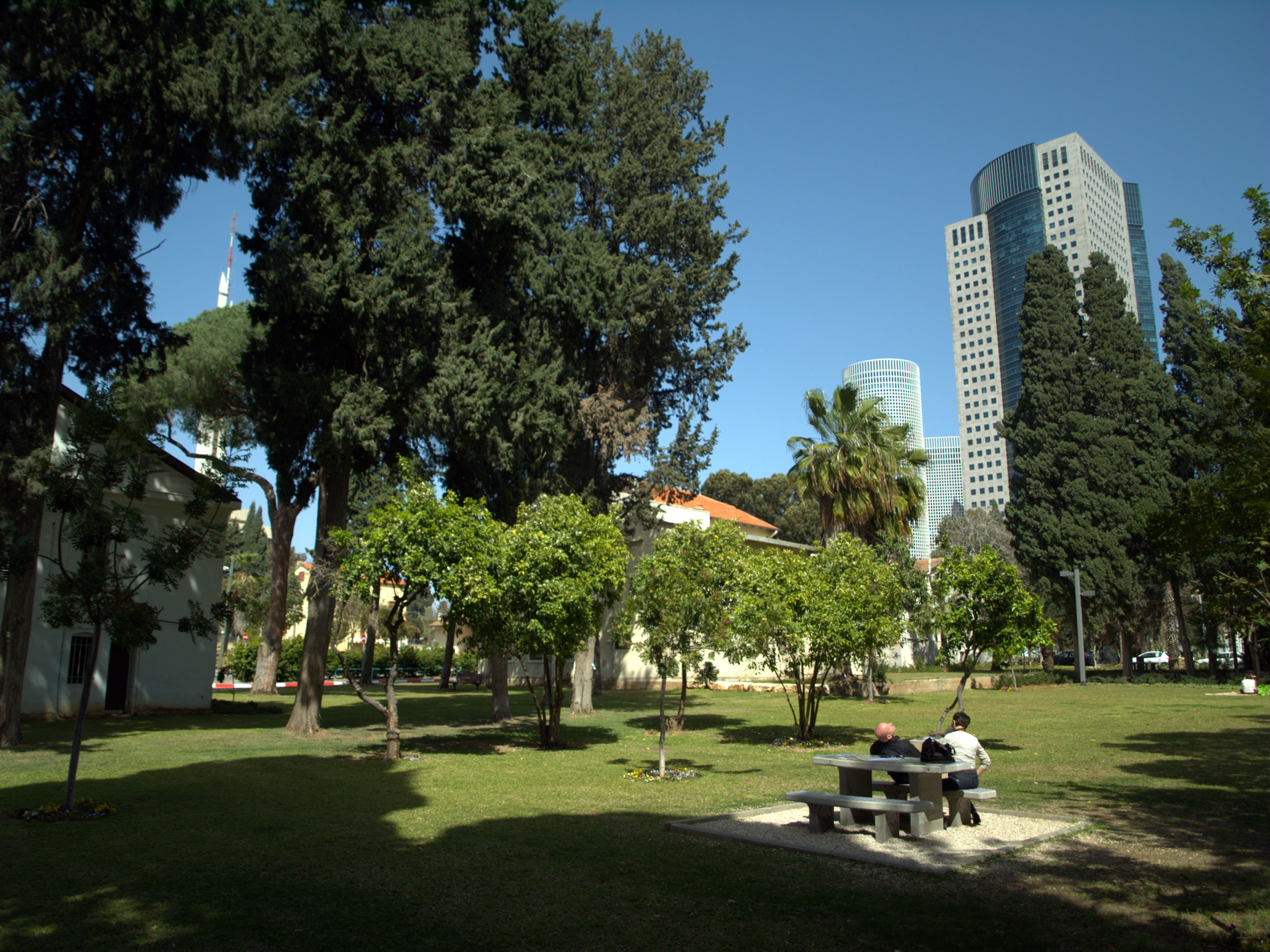
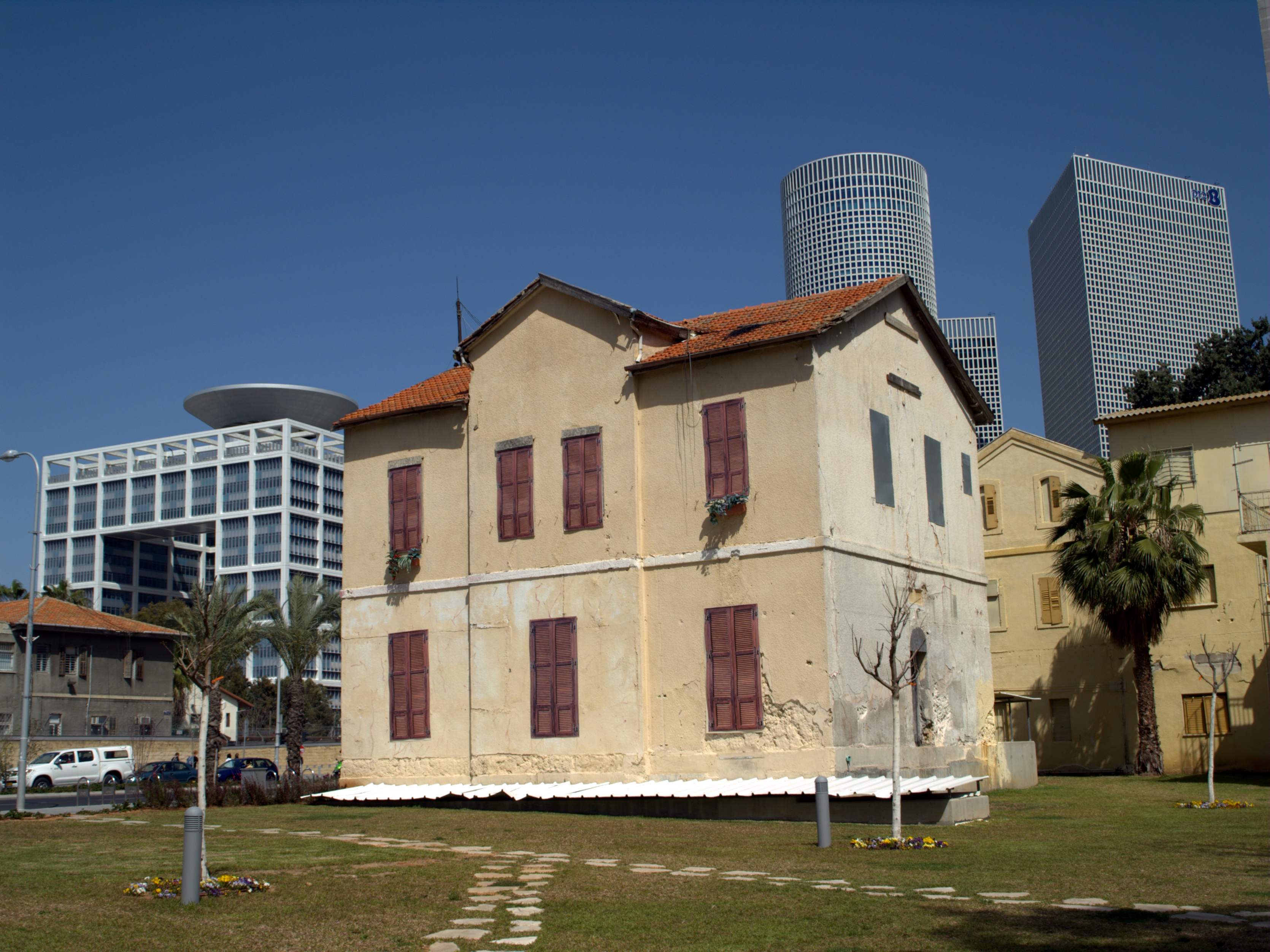
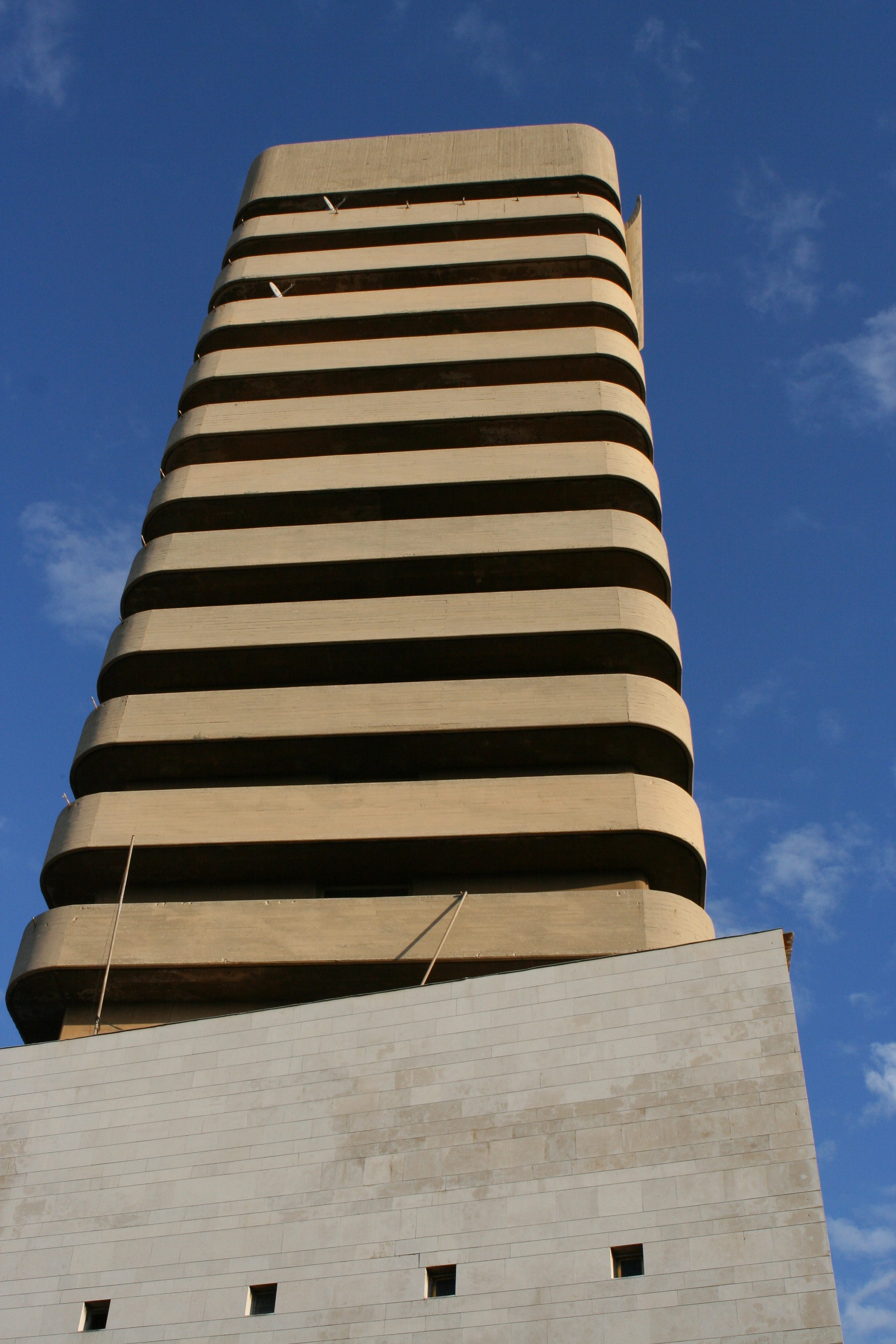
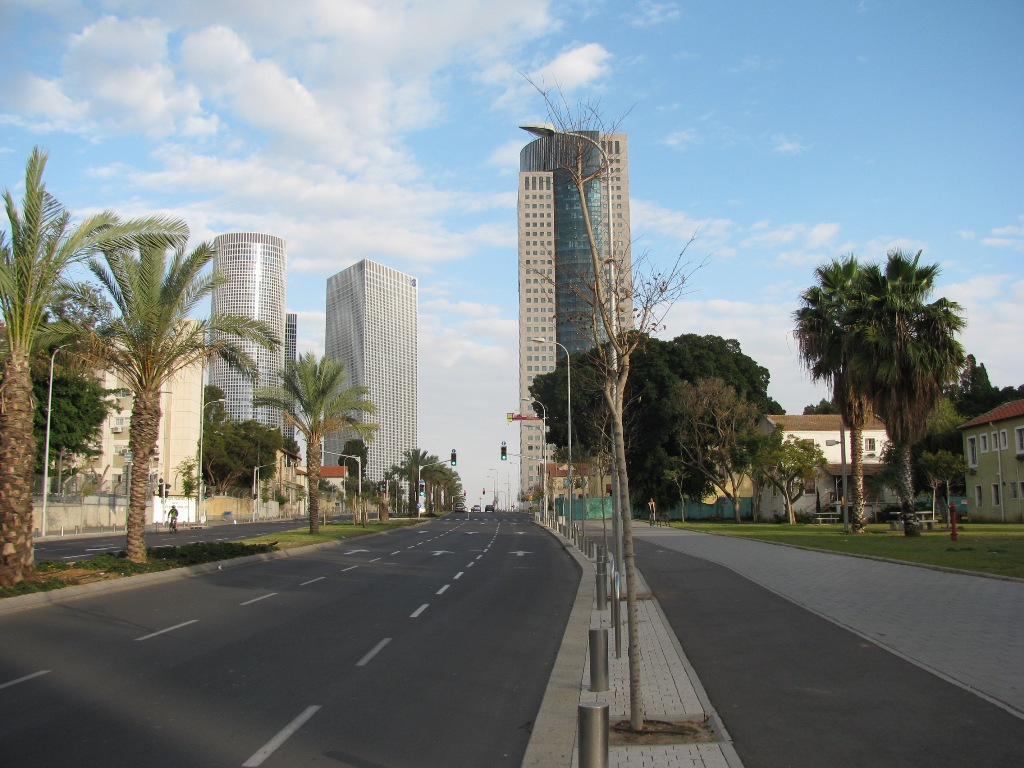
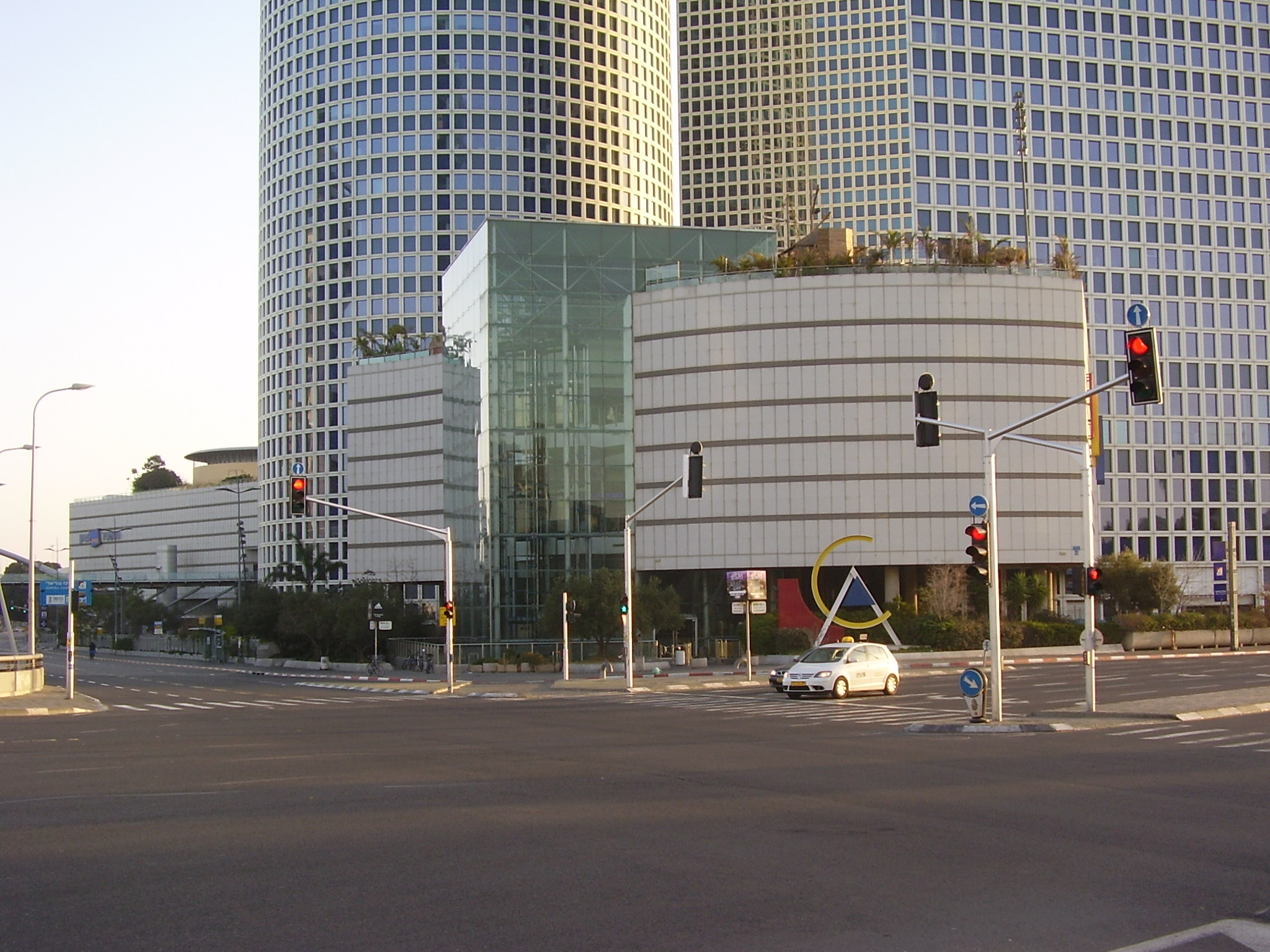
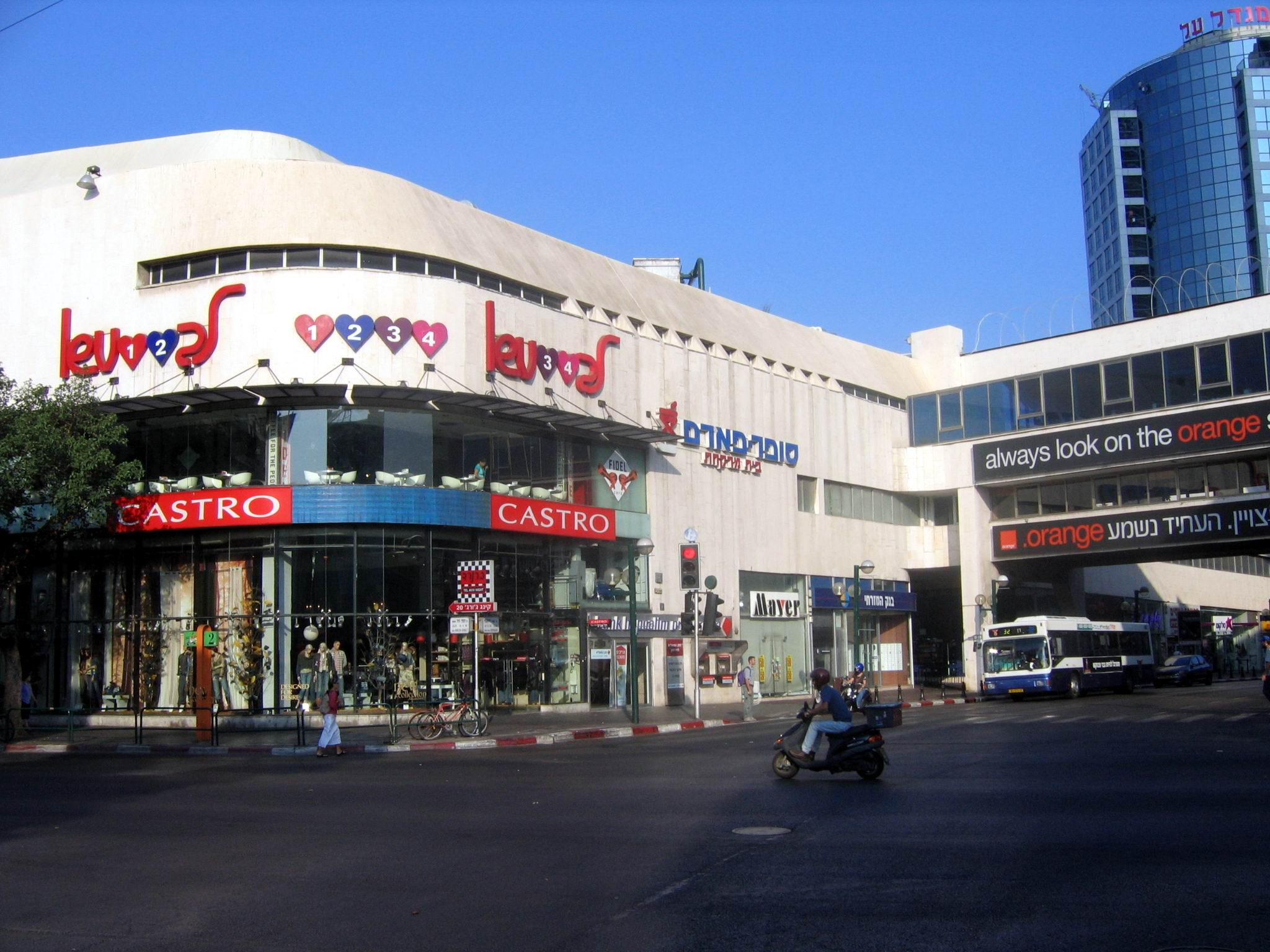